# Sam Johnson (football)
Pour les articles homonymes, voir Johnson et Sam Johnson.
Sam Johnson, né le 6 mai 1993 à Monrovia au Liberia, est un footballeur international libérien. Il joue au poste d'attaquant au FK Aksu.

## Biographie

### Carrière en club
Sam Johnson commence sa carrière au Liberia au New Dream FC, puis il rejoint le Nimba United.
En 2011, il part en Norvège pour passer un essai au FK Haugesund. Le club norvégien est impressionné, mais lui propose seulement un contrat pour rejoindre l'équipe junior. Puis il a signé avec le club suédois du Dalkurd FF, mais il est resté quelques mois dans le club. Il n'a jamais joué avec l'équipe première en raison de problème de visa de travail. A la deuxième moitié de la saison 2011, il rejoint l'Assyriska IF en quatrième division. 
Pour la première moitié de la saison suivante, il rejoint la Juventus IF en cinquième division et à la deuxième moitié de la saison 2012, il rejoint le Härnösands FF en quatrième division. Après la saison, il a reçu le titre du meilleur milieu de terrain en D2 Norrland.
Avant la saison 2013, il fait un essai au Jönköpings Södra IF en Superettan, mais non concluions. Il a signé un contrat de trois ans avec club de troisième division l'IK Frej. Lors de sa deuxième saison, il a terminé meilleur buteur du club avec 12 buts inscrits et son club est promu au Superettan. En décembre 2014, il signe un contrat de quatre ans avec le club d'Allsvenskan le Djurgårdens IF.
Il réalise ses débuts en Allsvenskan avec Djurgårdens lors d'une défaite contre l'IF Elfsborg (1-2) le 5 avril 2015. Il marque son premier but en Allsvenskan lors d'une défaite (1-2) contre Hammarby IF le 13 avril. Le 1er août 2015, il inscrit un doublé contre le BK Häcken (victoire 2-1). Après une bonne saison avec Djurgårdens avec 10 buts inscrits en championnat, son club refuse une offre de 2,5 millions d'euros de l'équipe française des Girondins de Bordeaux l'hiver suivant.

### Carrière internationale
Sam Johnson compte huit sélections et un but avec l'équipe du Liberia depuis 2015. 
Il est convoqué pour la première fois en équipe du Liberia par le sélectionneur national James Debbah, pour un match des éliminatoires de la CAN 2017 contre le Togo le 14 juin 2015. Il commence la rencontre comme titulaire, et sort du terrain à la 72e minute de jeu, en étant remplacé par Seku Conneh. Le match se solde par une défaite 2-1 des Libériens.
Le 29 mars 2016, il inscrit son premier but en sélection contre Djibouti, lors d'un match des éliminatoires de la CAN 2017. Le match se solde par une victoire 5-0 des Libériens.